# Słomianka (gmina Czarny Bór)
Słomianka (lit. Šiaudinė, hist. Juodašilių Šiaudinė) − wieś na Litwie, w rejonie wileńskim, 1 km na wschód od Czarnego Boru, zamieszkana przez 93 ludzi.

## Historia
W dwudziestoleciu międzywojennym osada leżąca w Polsce, w województwie wileńskim, w powiecie wileńsko-trockim, w gminie Rudomino. W 1931 miejscowość liczyła 14 mieszkańców, zamieszkałych w 2 budynkach.
Po II wojnie światowej w granicach Związku Sowieckiego. Od 1991 na niepodległej Litwie.